# Джанго Зе
„Джанго Зе“ е българска поп-рок група, издавана от Старс Рекърдс. Популярно тяхно парче е „Луди жаби“. Членовете на групата са от Варна, но по това време живеят в София. Джанго Зе гостуват при Слави в Шоуто на Слави през 2002. Печелят 3-то място на фестивала „Златния ключ“. Групата се разпада, след като вокалистът Мирослав Атанасов заминава за Лондон. През 2010 година групата се събира отново. Бандата взима участие същата година на фестивала Spirit of Burgas и изнася концерти из страната. „Джанго Зе“ има записани нови парчета и през 2011 година се очаква групата да издаде албум.

## Състав
Първият състав на групата, е:
- Мирослав Атанасов (китара, вокали)
- Мирослав Данов (бас, вокали)
- Георги Варамезов (ударни)

Съставът понастоящем, с който групата записва новите си песни, е:
- Мирослав Атанасов (китара, вокали)
- Иво Николов (бас, вокали)
- Пламен Пеев (ударни)
- Галин Атанасов (клавишни, акордеон, вокали)

## Дискография
- Луди жаби (2000)
- Джанго Зе (2001)